# Dimmi che destino avrò
Dimmi che destino avrò è un film del 2012, diretto da Peter Marcias.
Il film è stato presentato in anteprima mondiale al Torino film festival 2012 diretto da Gianni Amelio nella sezione "Festa Mobile".

## Trama
Il Commissario della Polizia di Stato Esposito viene incaricato di seguire il caso di un presunto rapimento di una ragazza Rom. Il principale sospettato è un ragazzo proveniente da un altro campo Rom.
Il Commissario è di origine campana, da anni in servizio in Sardegna, è vedovo, tifoso di calcio ed appassionato di sport; incontra nel corso delle indagini Alina, sorella dell'indagato. È lei a raccontare i retroscena del presunto rapimento, che in realtà nasconde una fuga d'amore per evitare il pagamento della dote.
Tra Alina ed il Commissario nasce nei giorni dell'indagine un'amicizia, con le premesse di una storia d'amore che in un primo tempo Esposito non ha il coraggio di far iniziare. Nello stesso periodo, in esecuzione delle direttive governative, la Questura e i campi Rom sono scossi dai censimenti dei campi, in cui la Polizia deve prendere le impronte digitali di tutti, bambini compresi.
Alina, per alcuni giorni in vacanza dai genitori nel campo, rivela di lavorare a Parigi per un'organizzazione umanitaria a sostegno dei diritti civili; e riesce a convincere il Commissario ad allenare 5 ragazzini Rom, in una squadra di calcio; gli racconta il suo percorso di studi, sviluppatisi grazie ad una borsa di studio per studenti Rom.
Il Commissario Esposito ha l'occasione di entrare in contatto con una cultura a lui sconosciuta, fatta di operosità, di ospitalità e di senso della famiglia; e di combattere in ufficio contro i pregiudizi dei suoi stessi sottoposti.

## Premi e nomination
- BAFF - Busto Arsizio Film Festival (2013)
- Il Cinema Italiano - Festival a Como (2013)

## Produzione

### Riprese
Il film è ambientato a Cagliari e, in parte, a Parigi.